# ديمون توماس
ديمون توماس (بالإنجليزية: Damon Thomas)‏ هو لاعب كرة قدم أمريكية أمريكي، ولد في 15 ديسمبر 1970 في كلوفيس في الولايات المتحدة.

## وصلات خارجية
- ديمون توماس على موقع مرجع كرة القدم المحترفة.كوم (الإنجليزية)